# 浜松市浜松西地域自治センター
浜松市浜松西地域自治センター（はままつしはままつにしちいきじちセンター）は、かつて静岡県浜松市西区 (現・中央区) 神原町に所在した、2005年6月以前の旧浜松市の西側を管轄していた行政機関。

## 概要
2007年の浜松市の政令指定都市移行に伴い設置された。2012年4月の市の出先機関の再編に伴い廃止され、神久呂市民サービスセンターと統合し神久呂協働センターに改めた。2013年4月に神久呂公民館を統合。

## 交通機関
- 遠州鉄道バス